# Eastern Professional Basketball League 1967-1968
La stagione EPBL 1967-68 fu la 22ª della Eastern Professional Basketball League. Parteciparono 9 squadre in un unico girone.
Rispetto alla stagione precedente si aggiunsero i Bridgeport Flyers. I New Haven Elms sospesero le operazioni. Gli Asbury Park Boardwalkers scomparvero. Gli Harrisburg Patriots scomparvero. Durante la stagione i Bridgeport Flyers si trasferirono a Binghamton.

## Squadre partecipanti
- Allentown Jets
- A.P. Boardwalkers
- Bridgeport Flyers/ Binghamton Flyers
- Hartford Capitols
- Scranton Miners
- Sunbury Mercuries
- Trenton Colonials
- Wilkes-B. Barons
- Wilmington B.B.

## Classifica
| Squadra                      | V  | P  | %    | GB |
| ---------------------------- | -- | -- | ---- | -- |
| Allentown Jets               | 23 | 9  | 71,9 | -  |
| Hartford Capitols            | 21 | 11 | 65,6 | 2  |
| Wilkes-Barre Barons          | 20 | 12 | 62,5 | 3  |
| Wilmington Blue Bombers      | 20 | 12 | 62,5 | 3  |
| Sunbury Mercuries            | 18 | 14 | 56,3 | 5  |
| Scranton Miners              | 16 | 16 | 50,0 | 7  |
| Bridgeport/Binghamton Flyers | 10 | 22 | 31,3 | 13 |
| Asbury Park Boardwalkers     | 9  | 23 | 28,1 | 14 |
| Trenton Colonials            | 7  | 25 | 21,9 | 16 |

## Play-off

### Semifinali
|  | Allentown Jets | 111 – 109 | Wilmington Blue Bombers |  |

|  | Wilmington Blue Bombers | 127 – 125 | Allentown Jets |  |

|  | Allentown Jets | 132 – 111 | Wilmington Blue Bombers |  |

|  | Hartford Capitols | 132 – 130 | Wilkes-Barre Barons |  |

|  | Wilkes-Barre Barons | 158 – 116 | Hartford Capitols |  |

|  | Wilkes-Barre Barons | 138 – 124 | Hartford Capitols |  |

### Finale
|  | Allentown Jets | 121 – 111 | Wilkes-Barre Barons |  |

|  | Allentown Jets | 117 – 115 | Wilkes-Barre Barons |  |

|  | Wilkes-Barre Barons | 128 – 108 | Allentown Jets |  |

|  | Wilkes-Barre Barons | 119 – 109 | Allentown Jets |  |

|  | Allentown Jets | 109 – 104 | Wilkes-Barre Barons |  |

### Tabellone
|  | Semifinali | Semifinali   | Semifinali   |              |           | Finale    | Finale | Finale |  |
|  |            |              |              |              |           |           |        |        |  |
|  | 1          | Allentown    | 2            |              |           |           |        |        |  |
|  | 1          | Allentown    | 2            |              |           |           |        |        |  |
|  | 4          | Wilmington   | 1            |              |           |           |        |        |  |
|  | 4          | Wilmington   | 1            |              | Allentown | Allentown | 3      |        |  |
|  |            |              |              |              | Allentown | Allentown | 3      |        |  |
|  |            |              | Wilkes-Barre | Wilkes-Barre | 2         |           |        |        |  |
|  | 3          | Wilkes-Barre | Wilkes-Barre | Wilkes-Barre | 2         | 2         |        |        |  |
|  | 3          | Wilkes-Barre |              |              |           |           |        |        |  |
|  | 2          | Hartford     | 1            |              |           |           |        |        |  |

## Vincitore
| Campione EPBL 1968         |
| -------------------------- |
| Allentown Jets (4º titolo) |

## Premi EPBL
- EPBL Most Valuable Player: Ken Wilburn, Trenton Colonials
- EPBL Rookie of the Year: Don Carlos, Hartford Capitols